# Kitara

Kitara per J. W. Nyakatura

Kitara var en historisk stat som huvudsakligen låg i nuvarande Uganda mellan 1000-talet och 1400-talet. 
Riket omtalas i oral tradition av rutarafolket kring Afrikas stora sjöar, och beräknas ha omfattat delar av nuvarande Uganda, Kenya, Rwanda, Tanzania och Kongo-Kinshasa, huvudsakligen norr och väster om Victoriasjön. Matematiska beräkningar uppskattar utifrån regentlängden att det bör ha existerat mellan 1000-talet och 1400-talet. 
Dess historia ägde rum före européernas ankomst till denna del av Afrika, och dess historia är därför obekräftad, eftersom den endast är bevarad genom oral tradition. Riket har varit föremål för arkeologisk forskning och beräknas ha existerat, även om det anses oklart hur det egentligen såg ut.